# Пантелімон (комуна)
Пантелімон (рум. Pantelimon) — комуна у повіті Констанца в Румунії. До складу комуни входять такі села (дані про населення за 2002 рік):
- Келугерень (94 особи)
- Ністорешть (240 осіб)
- Пантелімон (813 осіб)
- Пантелімон-де-Жос (281 особа)
- Рунку (466 осіб)

Комуна розташована на відстані 177 км на схід від Бухареста, 48 км на північний захід від Констанци, 100 км на південь від Галаца.

## Населення
За даними перепису населення 2002 року у комуні проживали 1894 особи. Усі жителі комуни рідною мовою назвали румунську.
Національний склад населення комуни:
| Національність | Кількість осіб | Відсоток |
| -------------- | -------------- | -------- |
| румуни         | 1886           | 99,6%    |
| турки          | 8              | 0,4%     |

Склад населення комуни за віросповіданням:
| Релігія       | Кількість осіб | Відсоток |
| ------------- | -------------- | -------- |
| православні   | 1737           | 91,7%    |
| римо-католики | 148            | 7,8%     |
| мусульмани    | 9              | 0,5%     |